# Gonopteronia birena
Gonopteronia birena là một loài bướm đêm trong họ Noctuidae.